# Torpedobatterie Julholm

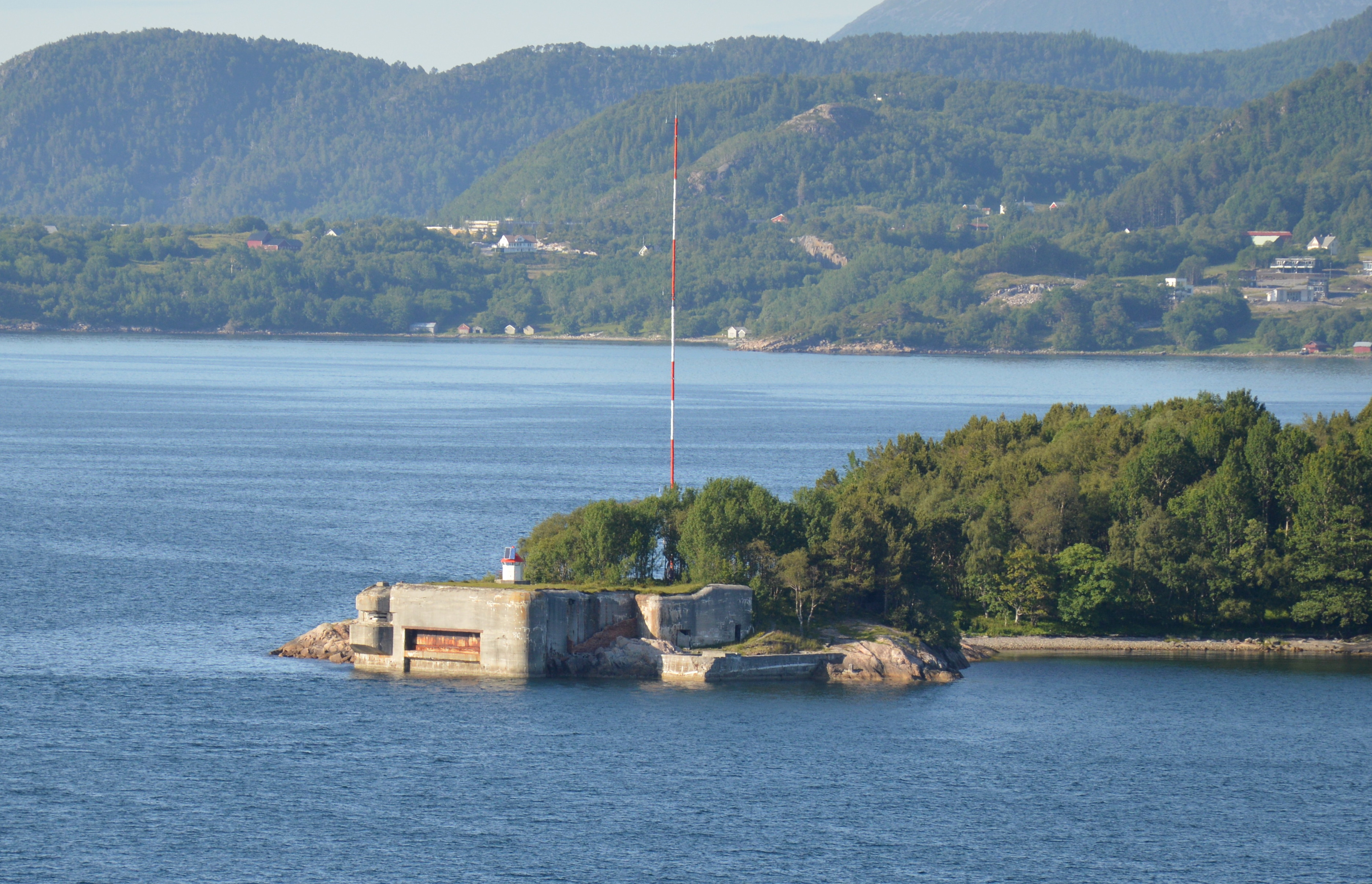
Torpedobatterie Julholm

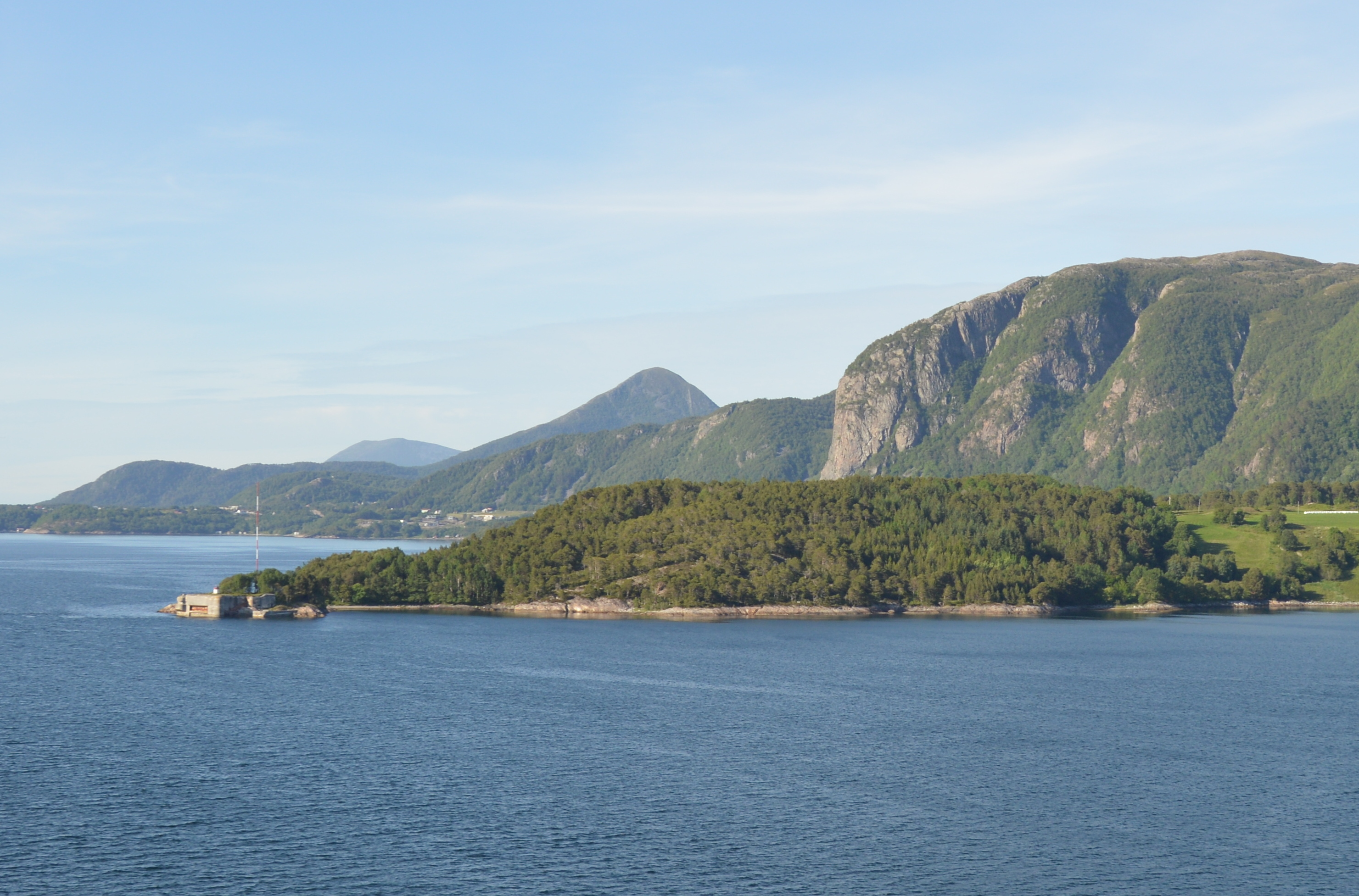
Blick von Süden

Die Torpedobatterie Julholm (norwegisch Julholmen torpedobatteri) ist eine ehemalige deutsche Torpedobatterie in der norwegischen Gemeinde Molde. Teile der Anlage sind erhalten.
Sie befindet sich an der Spitze der Halbinsel Julholmen auf der Ostseite des Julsunds.
Im Zweiten Weltkrieg diente sie nach der deutschen Besetzung Norwegens im Jahr 1940 der Sicherung des seeseitigen Zugangs zum etwa zehn Kilometer weiter östlich befindlichen Molde. Die Batterie war Teil des Atlantikwalls und gehörte zu etwa 1500 Verteidigungsbauten entlang der norwegischen Küste. Sie unterstand der Marine-Artillerie-Abteilung 505 und war mit zwei 45-Zentimeter-Torpedorohren ausgerüstet. Im Juni 1944 erfolgte ein Austausch der Bewaffnung gegen zwei deutsche 53,3-Zentimeter-Torpedorohre.